# 尼德堡
尼德堡是德国莱茵兰-普法尔茨州的一个市镇。总面积6.78平方公里，总人口691人，其中男性340人，女性351人（2011年12月31日），人口密度102人/平方公里。